# Посёлок Биокомбината
Посёлок Биокомбината — посёлок городского типа в городском округе Лосино-Петровский Московской области России.  
Население — 4085 человек (2021).
В посёлке расположен территориальный отдел Анискинский в рамках администрации городского округа.

## География
Расположен в 22 км к северо-востоку от Москвы на реке Клязьме (5 км от города Щёлково) и на Щёлковском шоссе, между селом Анискино и посёлком Юность.

## Население
| 2002 | 2006  | 2010  | 2021  |
| ---- | ----- | ----- | ----- |
| 4677 | ↘4552 | ↗4604 | ↘4085 |

## Название
Перемены названия в XX веке: сельцо Кашинцево — Кашинцевская ферма — Кашинцевская противочумная фабрика — Кашинцевская биофабрика — Щелковская биофабрика — Щелковский биокомбинат — посёлок Биокомбината. Старое название сохранилось только в имени Кашинцевского почтового отделения.

## История
Посёлок возник на месте сельца Кашинцево, которое вместе с соседними Городищами в дореволюционные времена принадлежало владельцу суконных фабрик Сергею Ивановичу Четверикову.
Первое упоминание — как «пустошь Кашинцово из порозжих земель Степана Погожева» в книгах Письма и меры Кошелева стана Московского уезда 1576—1578 годов. Происхождение названия — как и названия немалой части подмосковных селений название — от предыдущих владельцев Кашинцевых-Кашинцовых, ветви тверских бояр Бороздиных (прозвище одного из них кашинец от тверского города Кашин). Это небольшое сельцо было типа дачного поместья служилых дворян в Москве, при изменении места службы оно поступало к следующим владельцам.
Наиболее известные владельцы — Аргамаковы (XVIII век), Четвериковы (конец XIX и начало XX века). Возможные владельцы — на картах середины XIX века сельцо обозначено как Дом г-га Кашинцева (в это время в Москве служил Кашинцев Николай Алексеевич и его брат художник).
С 1930 года в усадьбе Кашинцево начала свою работу противочумная станция, вырабатывающая вакцину против чумы.
В 1994—2006 годах посёлок Биокомбината был центром Анискинского сельского округа.
В 2006—2018 годах являлся административным центром упразднённого сельского поселения Анискинское Щёлковского муниципального района.
С 23 мая 2018 года входит в состав городского округа Лосино-Петровский.
В 2024 году посёлок был преобразован в посёлок городского типа.

## Инфраструктура
Многоэтажный комплекс «Дом солнца» ЖК «Клязьминская Высота», ЖК «Кашинцево», несколько многоэтажных домов постройки 1970—1980-х годов, наряду с двухэтажными домами 1950-х годов, формируют общий облик посёлка, присущий именно посёлку городского типа.
В посёлке есть средняя общеобразовательная школа, 2 детских сада (один из них коррекционного типа), музыкальная школа, библиотека, детская и взрослая поликлиники, больница, подстанция Скорой помощи, 5 аптек. Также в посёлке работают детский магазин, 3 цветочных магазина, 2 кафе, продуктовые магазины («Продскладъ», «Верный», «Супермаркет», «Пятёрочка», «Магнит»), рынок, банк («Сбербанк»).
|  |  |  |
|  |  |  |